# 普拉萨克-鲁菲亚克
普拉萨克-鲁菲亚克（法語：Plassac-Rouffiac，法語發音：[plasak ʁufjak]）是法国夏朗德省的一个市镇，属于昂古莱姆区。该市镇于1844年由原市镇普拉萨克（Plassac）和鲁菲亚克（Rouffiac）合并而成。

## 地理
普拉萨克-鲁菲亚克（45°31'36"N, 0°3'54"E）面积11.97 平方千米，位于法国新阿基坦大区夏朗德省，该省份为法国西部内陆省份，北起德塞夫勒省和维埃纳省，东临上维埃纳省，东南至多尔多涅省，南至多爾多涅省，西接滨海夏朗德省。
与普拉萨克-鲁菲亚克接壤的市镇（或旧市镇、城区）包括：贝什雷斯、香槟维尼、克莱、博埃姆河畔穆捷、武尔热扎克。

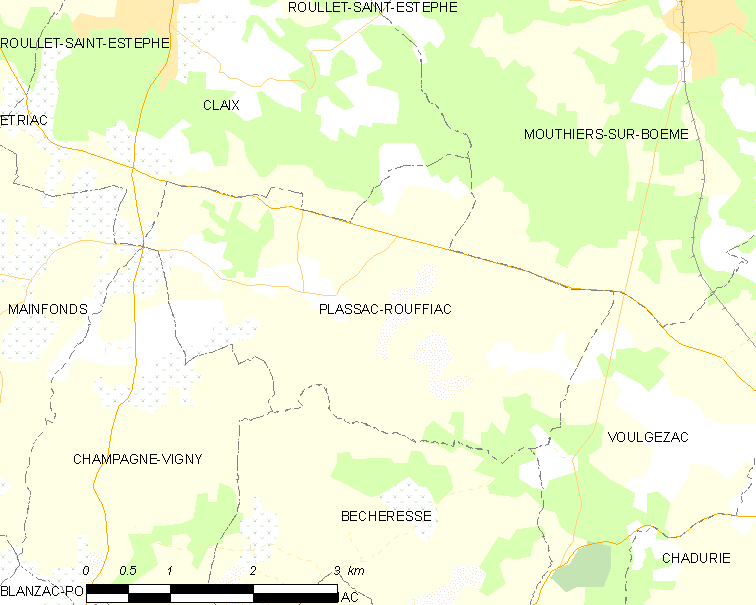
普拉萨克-鲁菲亚克的OSM定位图

普拉萨克-鲁菲亚克的时区为UTC+01:00、UTC+02:00（夏令时）。

## 行政
普拉萨克-鲁菲亚克的邮政编码为16250，INSEE市镇编码为16263。

## 政治
普拉萨克-鲁菲亚克所属的省级选区为博埃姆-埃谢勒县。

## 人口

1962-2008年间普拉萨克-鲁菲亚克人口变化图示

普拉萨克-鲁菲亚克于2022年1月1日时的人口数量为379人。